# Devinci cars
Pour les articles homonymes, voir Devinci et Vinci.
Devinci Cars est un constructeur automobile de voitures électriques, dont le siège social se situe à Saint-Sulpice-la-Pointe dans le Tarn en région Occitanie, en France.

## Historique
Après avoir conçu et fabriqué des voitures de compétition Mitjet 2L ainsi que la Mitjet Supertourisme, l'ancien pilote de sport et préparateur automobile français Jean-Philippe Dayraut né à Toulouse, fonde cette marque de voiture de sport en 2017.
L'atelier de fabrication se trouve à Saint-Sulpice-la-Pointe dans le Tarn. L'entreprise fonctionne également en partenariat avec des artisans locaux.
Les essais et la mise au point sont en partie réalisés sur le circuit d'Albi.

### Acquisition par Berlié Finance
En janvier 2021 et après une période affectée par le coronavirus, les ventes ne pouvant être effectuées, Devinci cars rencontre des difficultés financières et ceci oblige Jean-Philippe Dayraut, fondateur, à laisser la main au fonds d'investissement Berlié Finance qui passe de 30% à 100% du capital. Il devient directeur technique de la marque.

## Siège social et site de production
Le site principal pour l'assemblage de véhicules est le siège de Devinci cars située en France, à Saint-Sulpice-la-Pointe dans le Tarn en région Occitanie.
D'une surface de 2 000 m2, elle abrite une ligne de production ainsi que deux cellules de contrôle qualité, permettant l'assemblage à pleine charge de 10 exemplaires par mois.

## Véhicules
Les véhicules électriques de conception artisanale sont propulsés par des moteurs électriques de 15 kW, alimentés par des accumulateurs au lithium situés sous les sièges, pour des vitesses bridées à 90 km/h, avec une autonomie de 230 km.

### D417
Le modèle D417 est l'aboutissement de la première réalisation du concept car. Les voitures sont fabriquées en séries limitées de 30 exemplaires. Ces voitures de sport électriques biplace « Classic D417 » (dont la mise au point a été réalisée en collaboration avec le champion du monde de rallyes Ari Vatanen,), présentent un design néo-rétro inspiré des voitures de course de style cyclecar ou Bugatti Type 35 des années 1930. Elles sont présentées au salon Rétromobile 2018 de Paris.

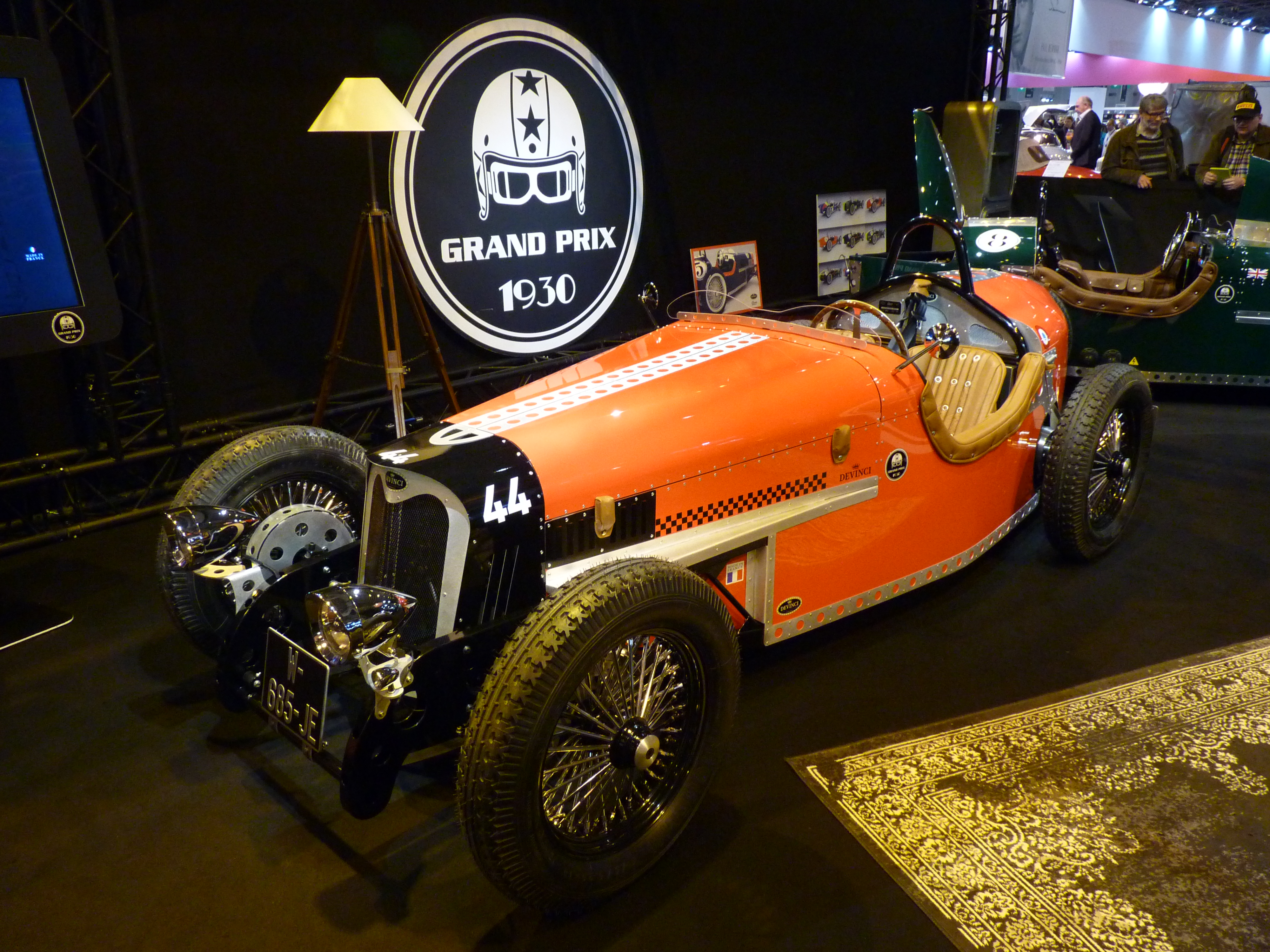
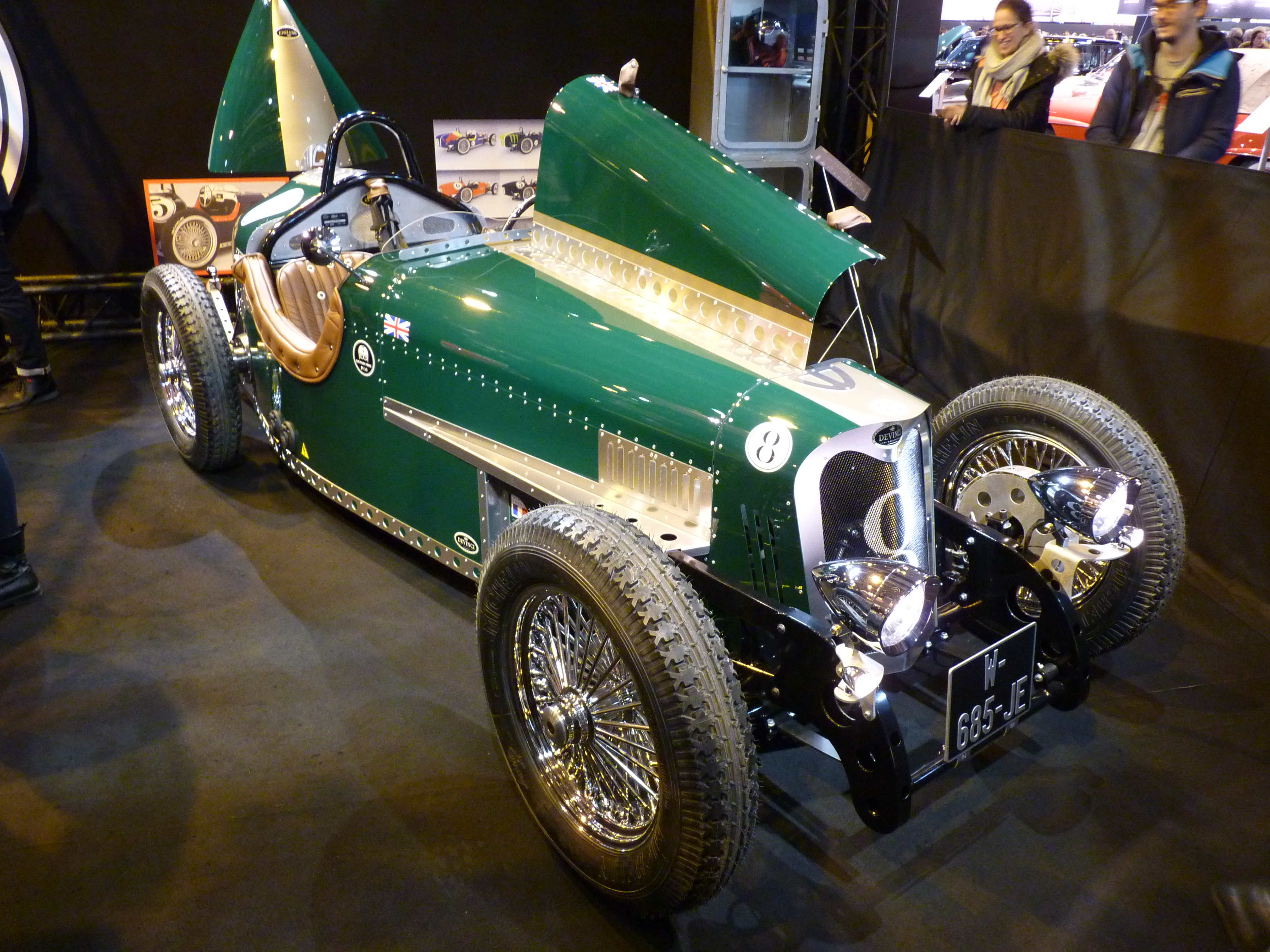
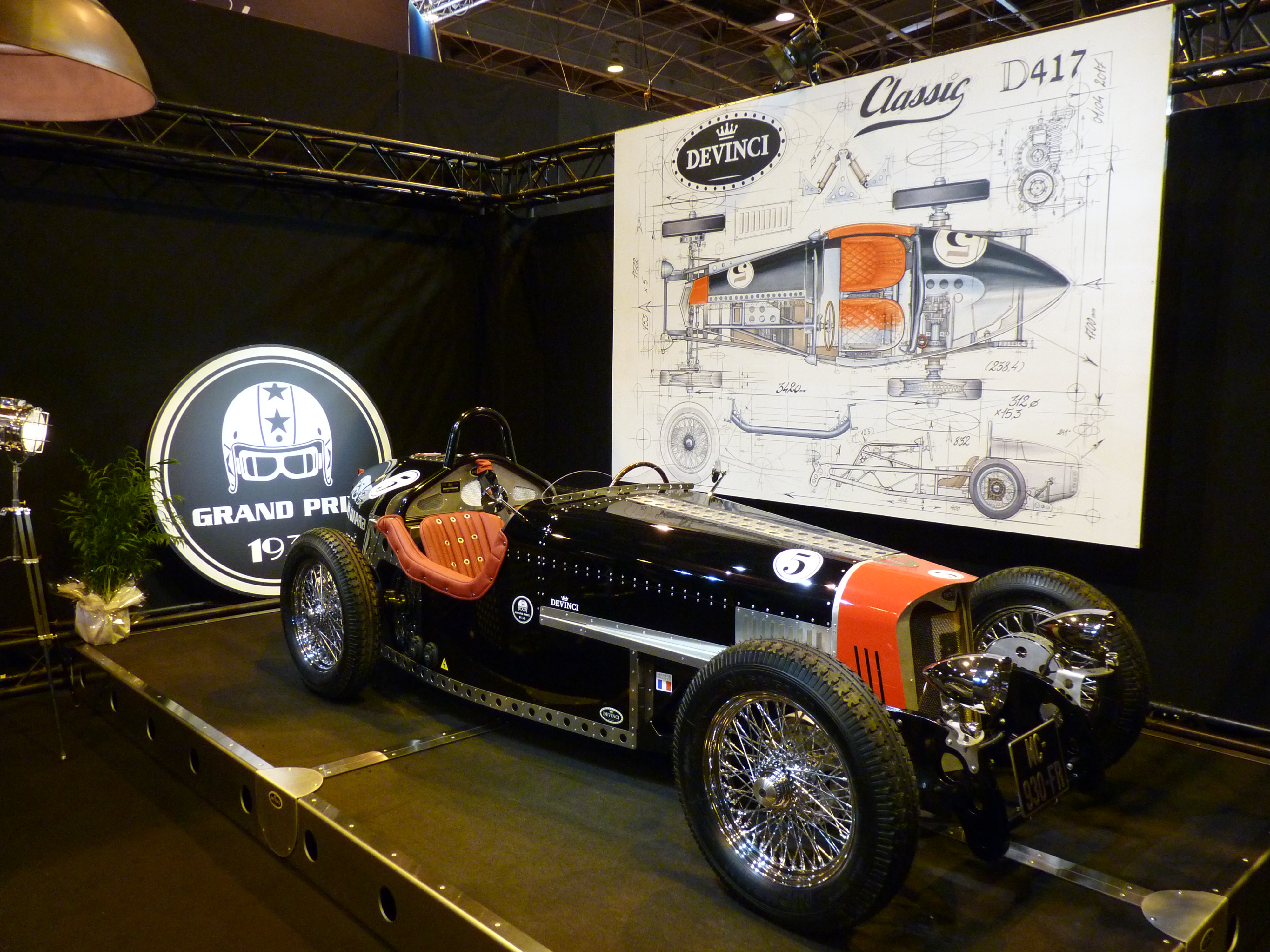

### DB718
Le modèle DB718 est l'évolution de la précédente D417. Elle est plus performante, plus confortable et mieux aboutie. Des modifications ont été apportées grâce à l'avis d'un panel féminin. L'habitacle est plus spacieux, des marches-pieds en aluminium ou en bois sont fournis selon la finition afin de pouvoir y accéder « en robe et en talons ». Devinci cars a opté pour des prénoms féminins afin de différencier les différentes finitions.
Elles sont présentées au salon Rétromobile 2019 et au Salon international de l'automobile de Genève 2019.

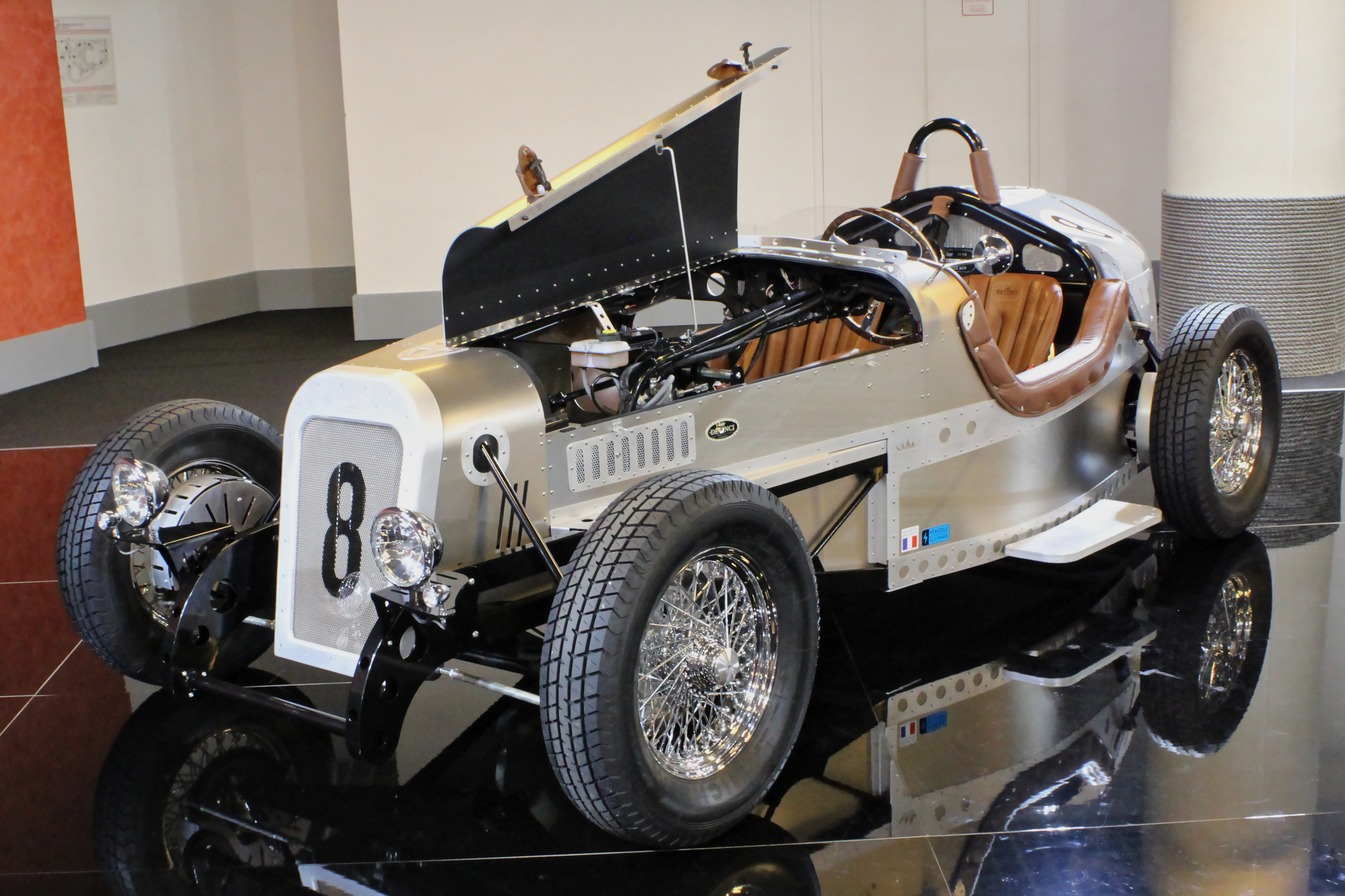
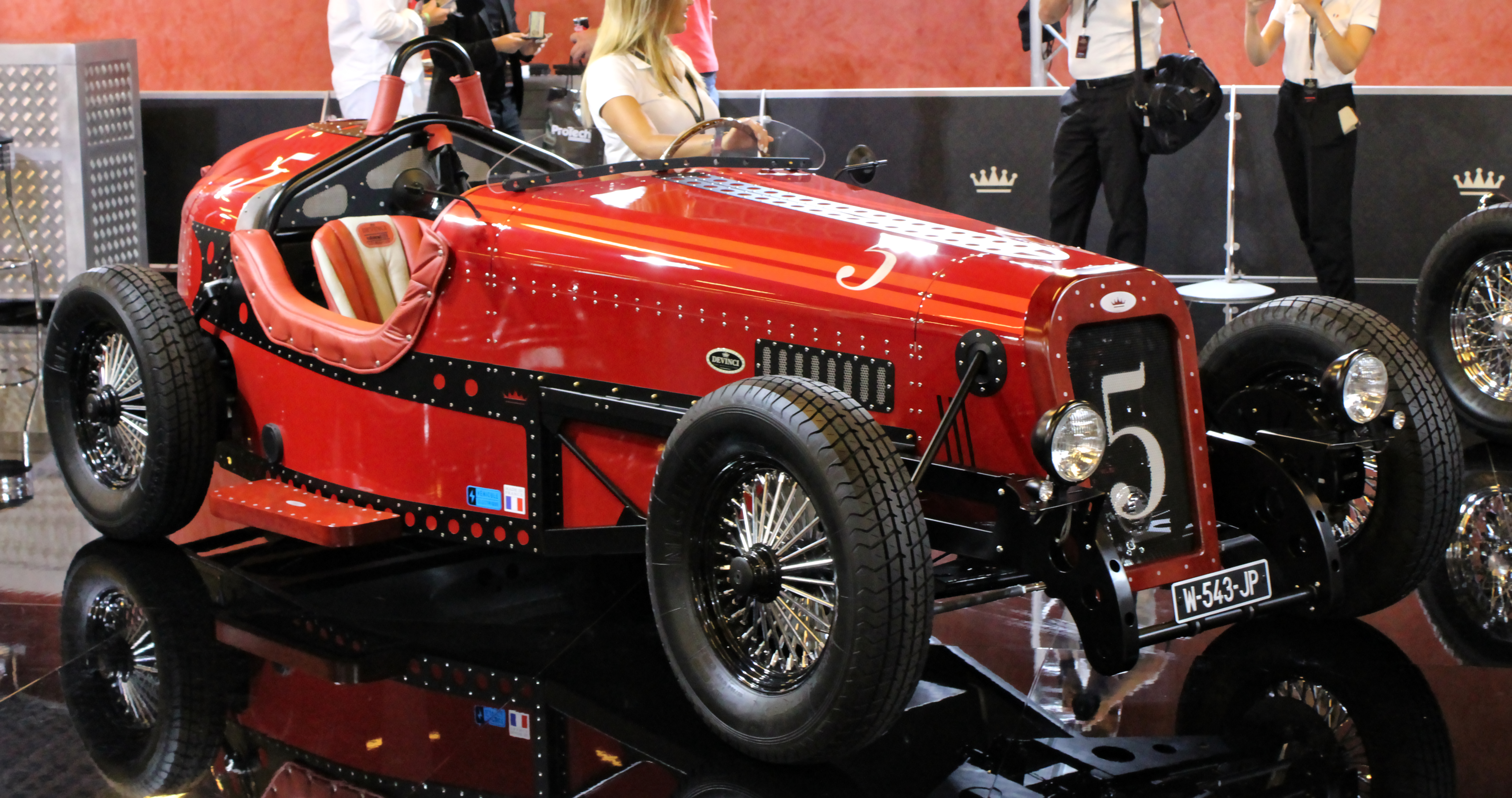